# Burggarten (Wien)

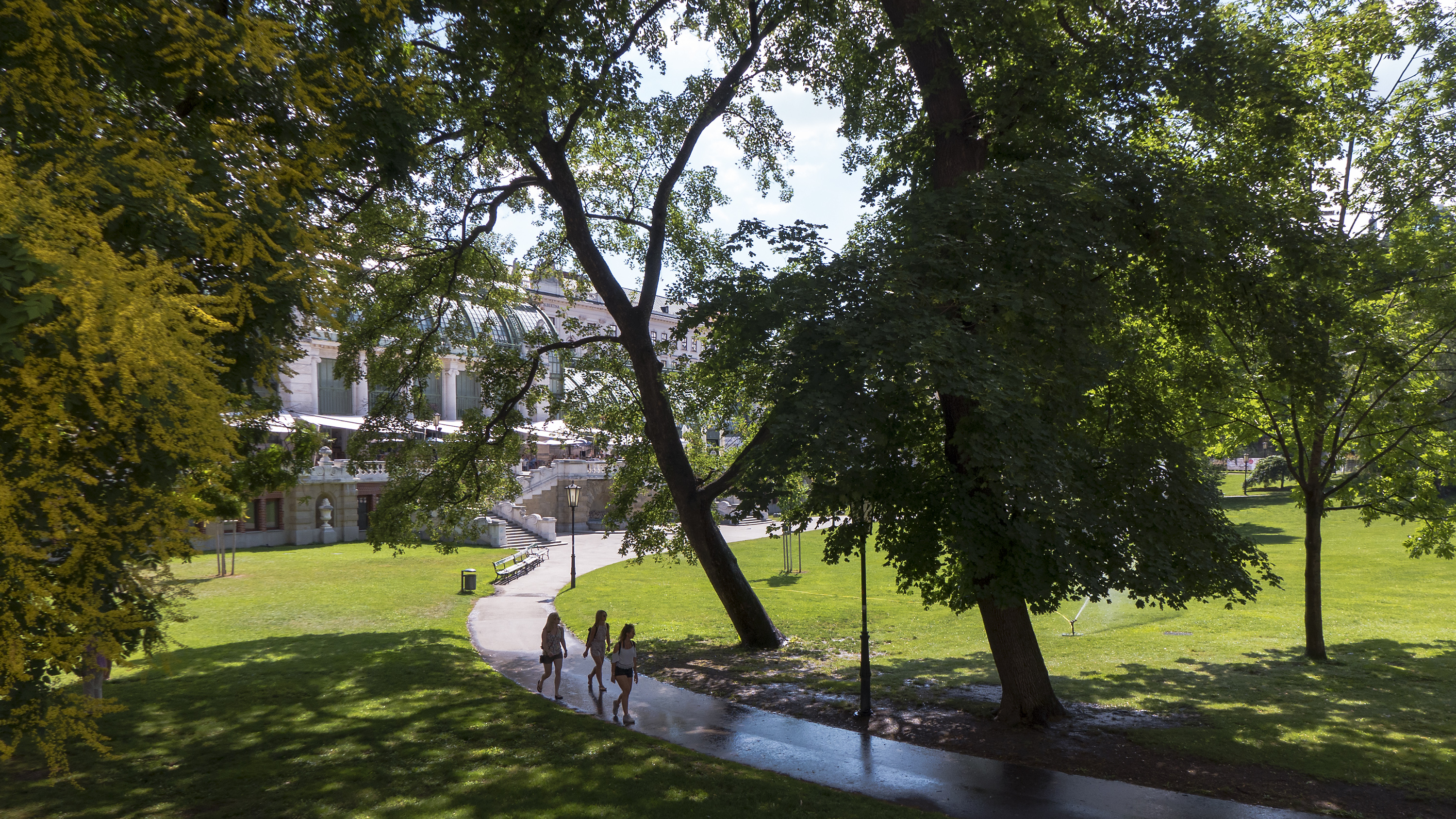
Der Burggarten in Wien

Der Burggarten ist eine öffentliche Parkanlage an der Wiener Ringstraße.

## Geschichte
Auf dem Gelände befand sich ursprünglich die Vorstadt vor dem Widmertor, seit dem 16. Jahrhundert war es Teil des Glacis vor der Wiener Stadtmauer. Ab 1637 lag dort die Augustinerschanze. Nachdem 1809 die Augustinerschanze und Augustinerbastei von den Franzosen gesprengt worden waren, wurde nur die Bastei wiederaufgebaut. 1817–1821 wurde die Hornwerkskurtine weiter nach außen verlegt. Auf dem so neu entstandenen Gelände hinter der Augustinerbastei wurde dann der Kaisergarten, ursprünglich Hofgarten, angelegt. Er war der Privatgarten des Kaisers. Die Abtrennung vom Heldenplatz erfolgte durch eine Mauer und eine Auffahrtsrampe. Die Anlage wurde wie der Volksgarten von Ludwig Gabriel von Remy und Hofgärtner Franz Antoine dem Älteren geplant, allerdings unter der persönlichen Mitwirkung von Kaiser Franz, der ja selbst ausgebildeter Gärtner war. Man legte besonders auf neuartige Pflanzen Wert, weshalb in- und ausländische Gärtner kontaktiert wurden. Auch hier gab es später eine Umgestaltung von Franz Antoine dem Jüngeren, allerdings in Form eines englischen Landschaftsgartens. 1863 wurde die Hornwerkskurtine abgebrochen und der Park gegen die Ringstraße erweitert, wobei auch der heutige Teich angelegt wurde. 1863–1865 wurde auch die Einfriedung von Moritz Löhr angelegt. Wegen des Baus der Neuen Hofburg wurde der Garten ab 1881 auf der Nordseite verkleinert. Die Mauer wurde dabei beseitigt.
1919 wurde die Anlage öffentlich zugänglich und kurzzeitig in Garten der Republik und endgültig in Burggarten umbenannt. Ein Gesetz aus dem Jahr 1951 verbot allerdings das Sitzen auf der Rasenfläche, wogegen Jugendliche 1979 demonstrierten. Das Verbot wurde 2007 aufgehoben. Unter der Terrasse vor der Neuen Burg wurden 1988–1992 Tiefspeicher für die Österreichische Nationalbibliothek angelegt.
Heute wird er von den Bundesgärten, einer Dienststelle des Bundesministerium für Land- und Forstwirtschaft, Regionen und Wasserwirtschaft, betreut.

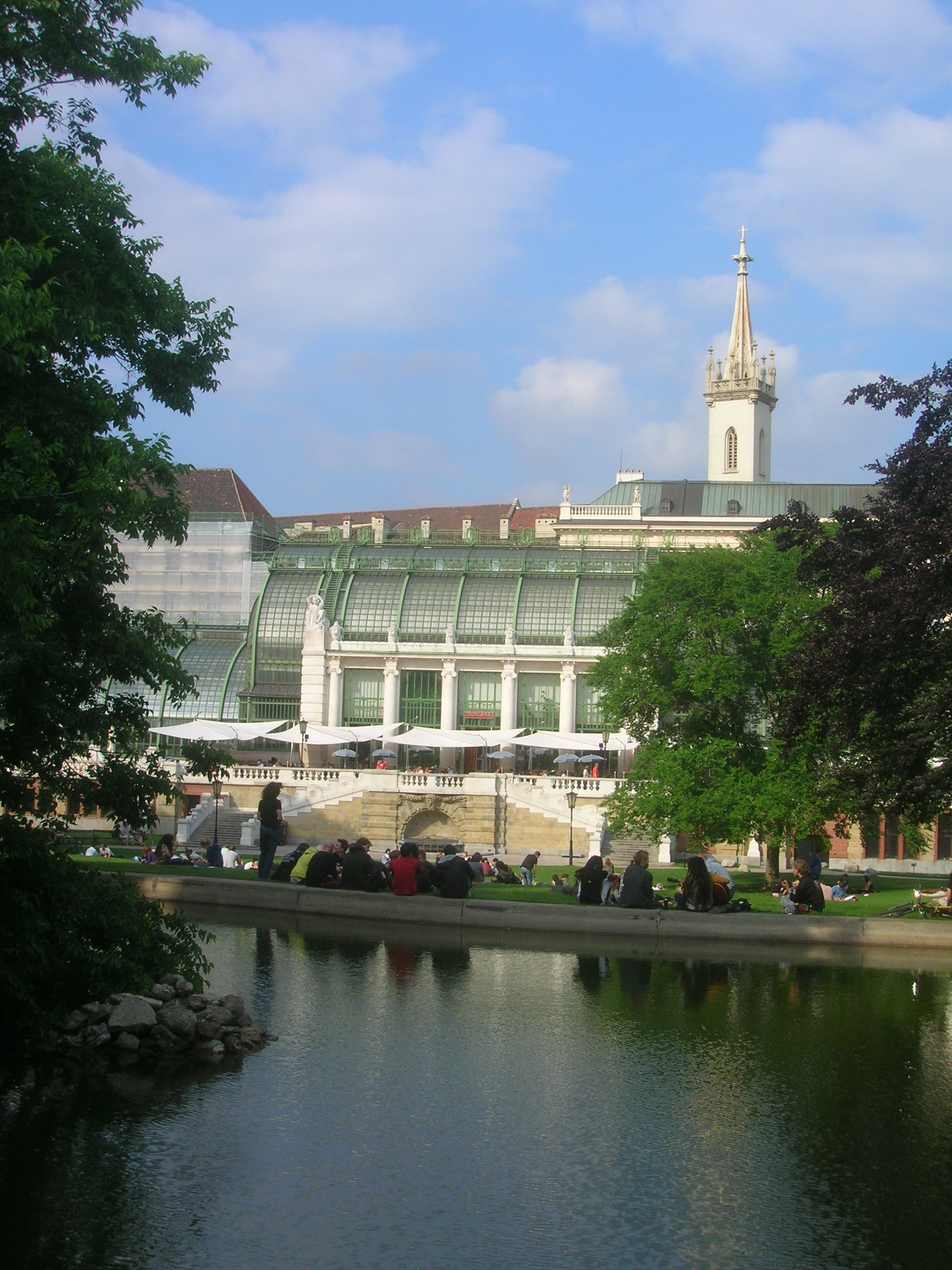
Blick über den Teich zum Palmenhaus
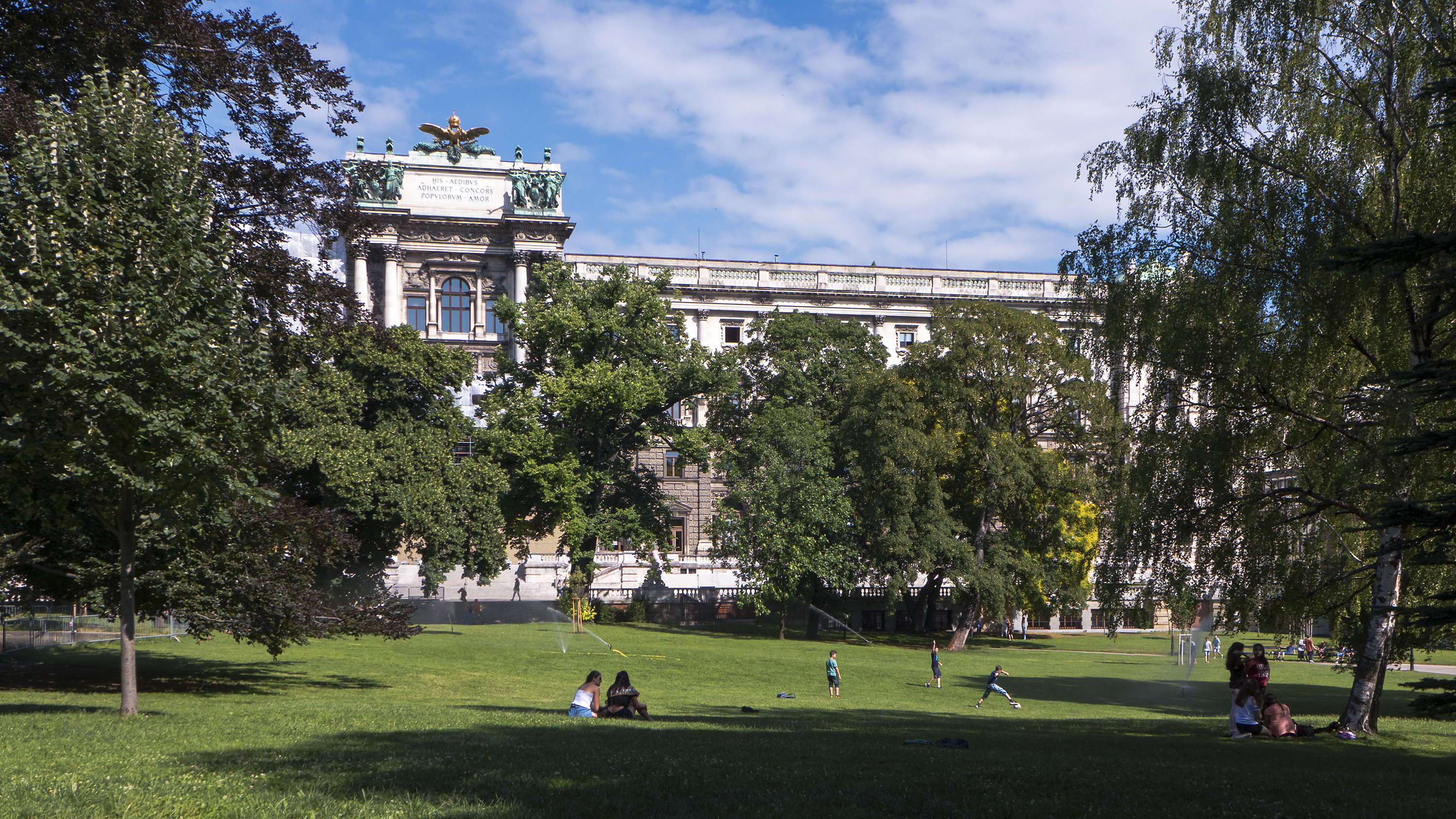
Vor der Neuen Burg
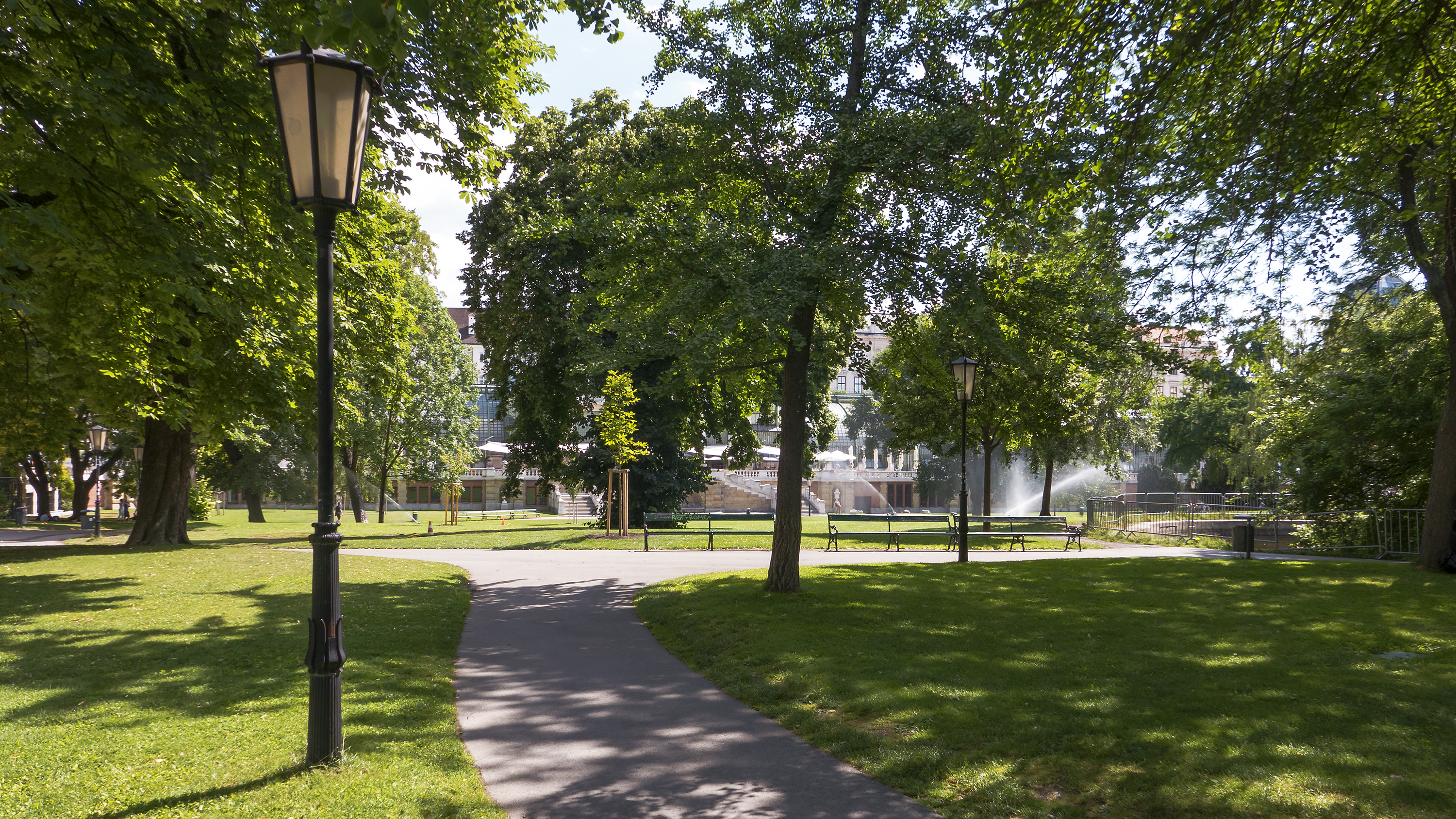
Im Park
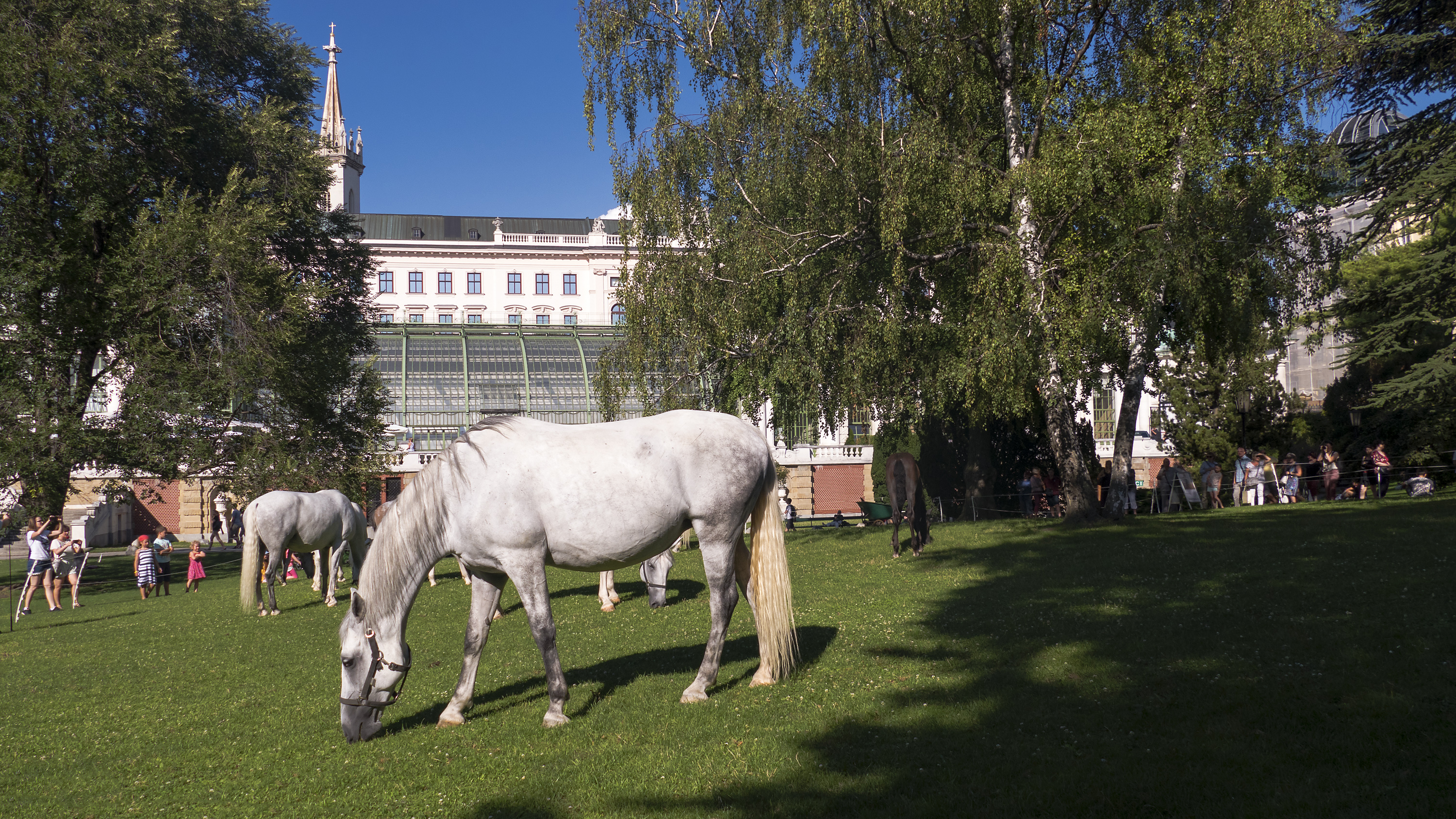
Lipizzaner der Spanischen Hofreitschule im Burggarten

## Gebäude
- Palmenhaus: Ludwig von Remy ließ hier ursprünglich zwei Glashäuser errichten, diese wurden ab 1900 durch das heutige secessionistische Palmenhaus von Friedrich Ohmann ersetzt.[2] Es liegt parallel zur Augustinerbastei und hat eine erhöhte Terrasse. Heute befindet sich im linken Flügel das Schmetterlinghaus mit tropischen Pflanzen und Schmetterlingen, der mittlere Teil wird von einem Café-Restaurant genutzt.

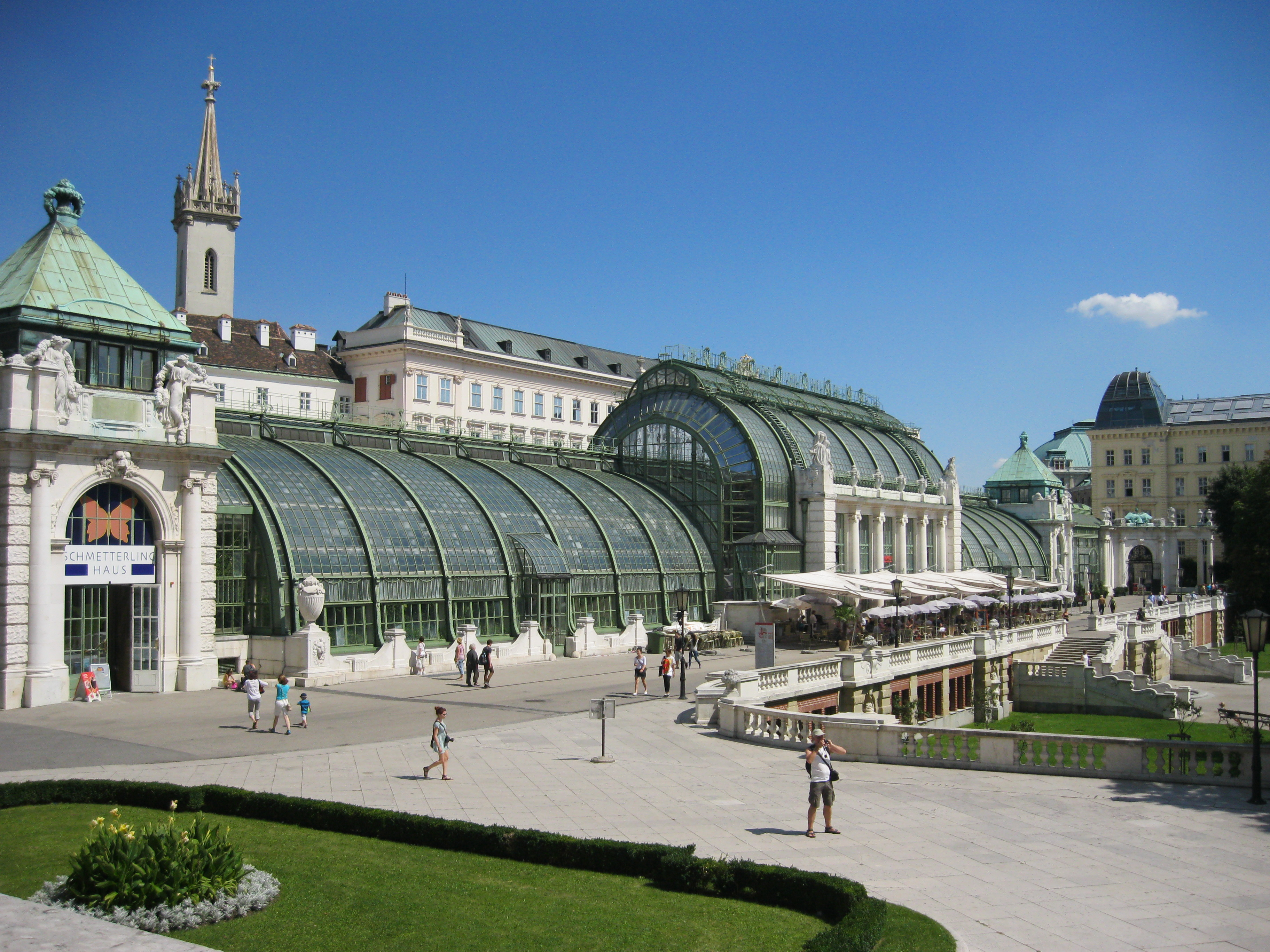
Palmenhaus
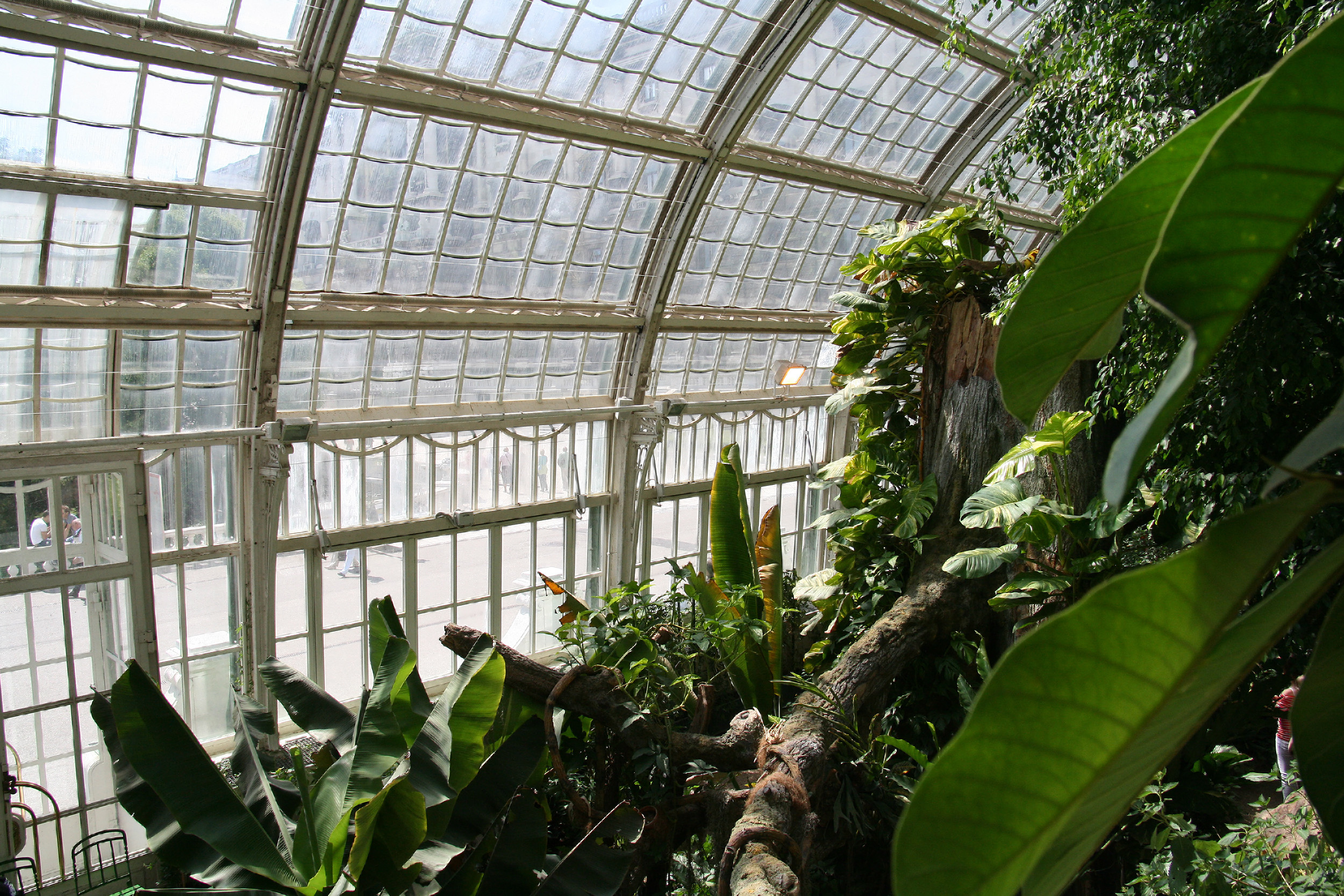
Das Innere des Palmenhauses

## Denkmäler
- Franz-Stephan-Denkmal: Das Denkmal aus Blei von Balthasar Ferdinand Moll wurde schon 1781 erschaffen, stand ursprünglich im Paradeisgartl und wurde 1819 mit einem neuen Steinsockel im Burggarten aufgestellt. Es ist das älteste Reiterdenkmal Wiens.
- Mozart-Denkmal: Das Denkmal aus Laaser Marmor von Viktor Tilgner stand seit 1896 auf dem Albertinaplatz und wurde 1953 in den Park transferiert.
- Franz-Joseph-Denkmal: 1904 schuf Johannes Benk eine Steinstatue für das heutige Kommandogebäude Theodor Körner im 14. Bezirk. Josef Tuch (1859–1943), ein Schüler von Benk, fertigte gemeinsam mit dem Architekten Karl Badstieber eine Nachbildung aus Bronze an, die ursprünglich im Stadtpark von Wiener Neustadt stand. Während der Kriegszeit wurde die Verschrottung angeordnet, welche aber nicht erfolgte. Die Statue wurde von Viktor Hammer repariert und 1957 im Burggarten neu aufgestellt.[3]
- Abraham-a-Sancta-Clara-Denkmal: Steinstatue, 1928 von Hans Schwathe geschaffen.

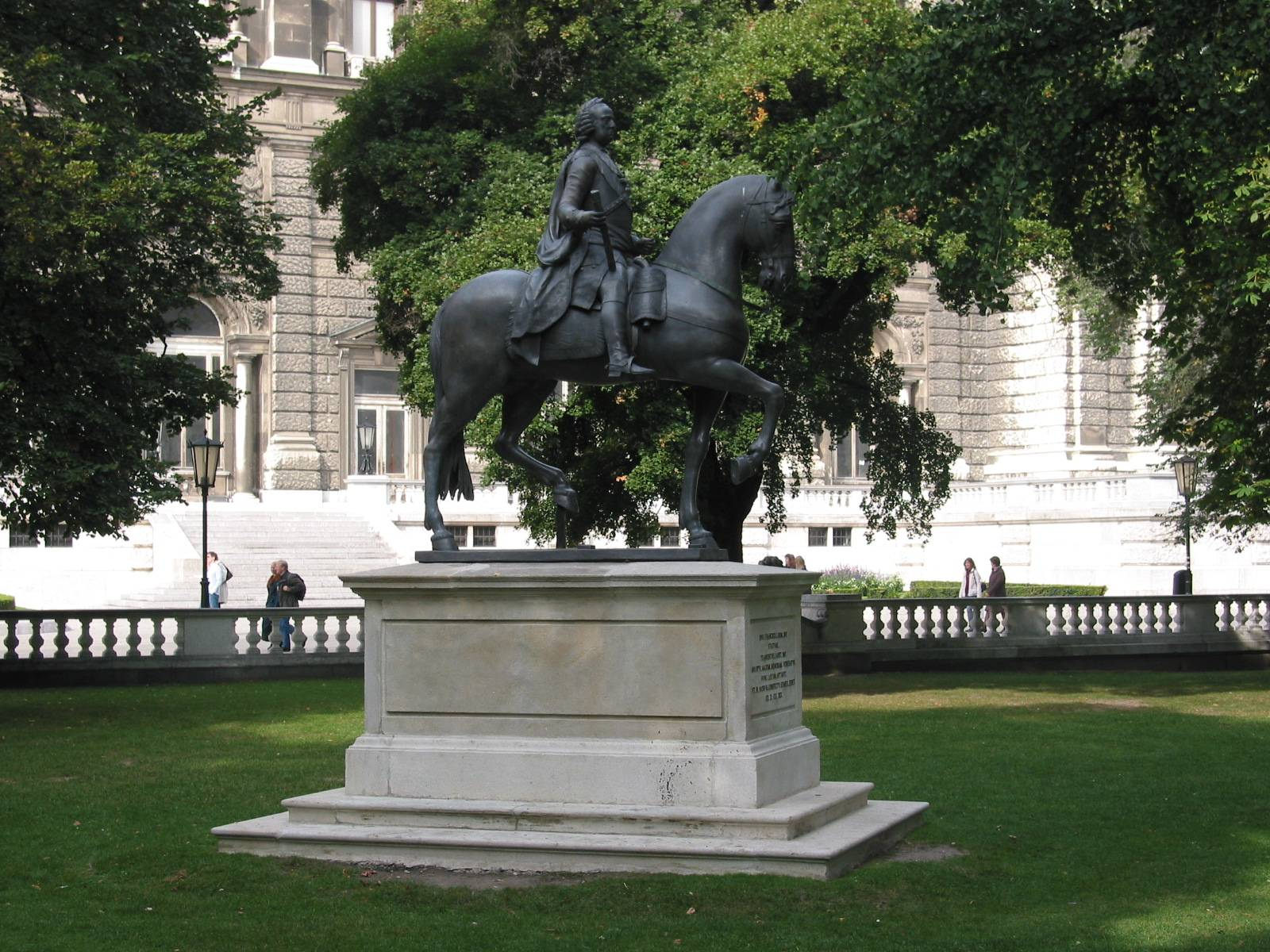
Franz Stephan von Lothringen
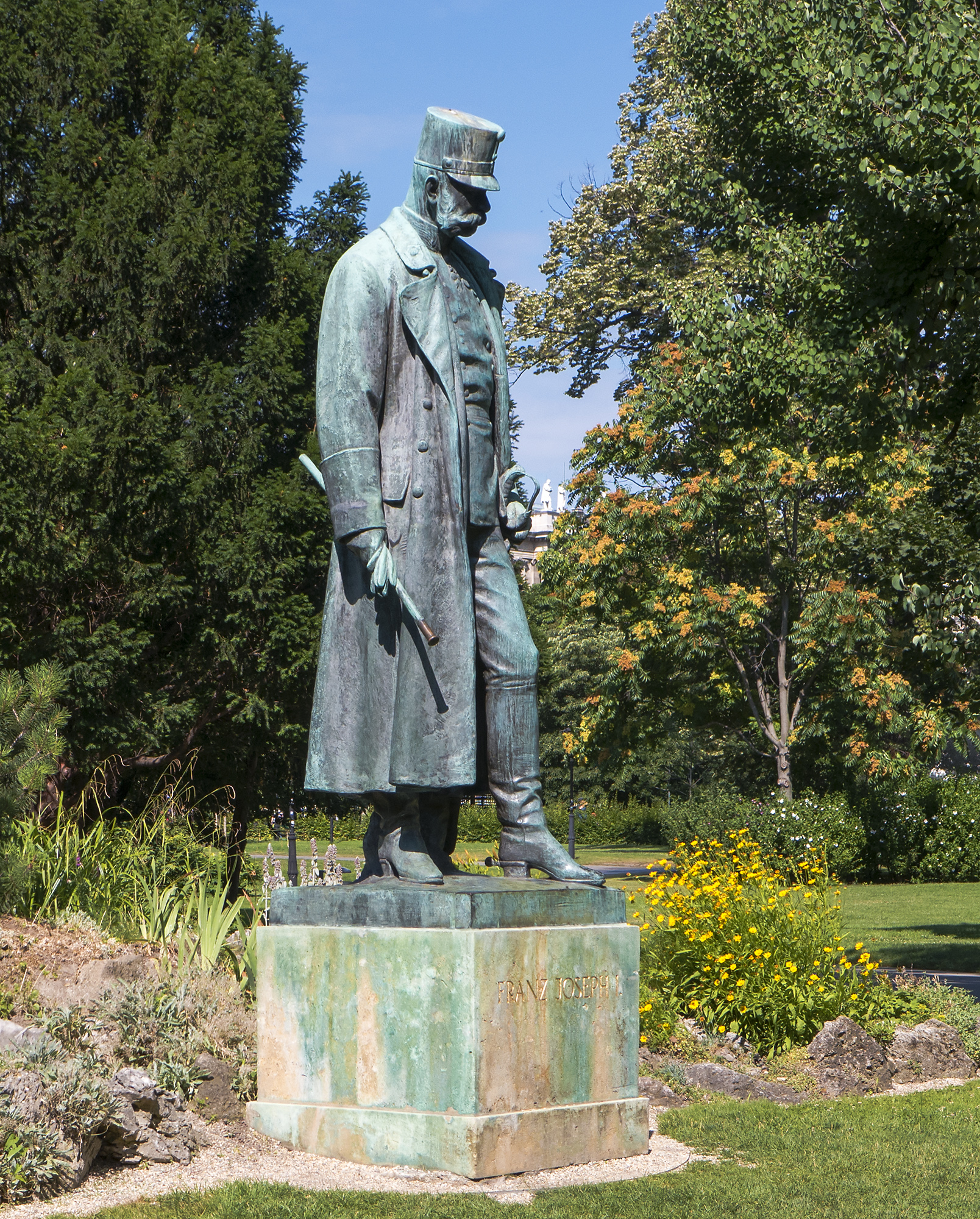
Franz Joseph I.
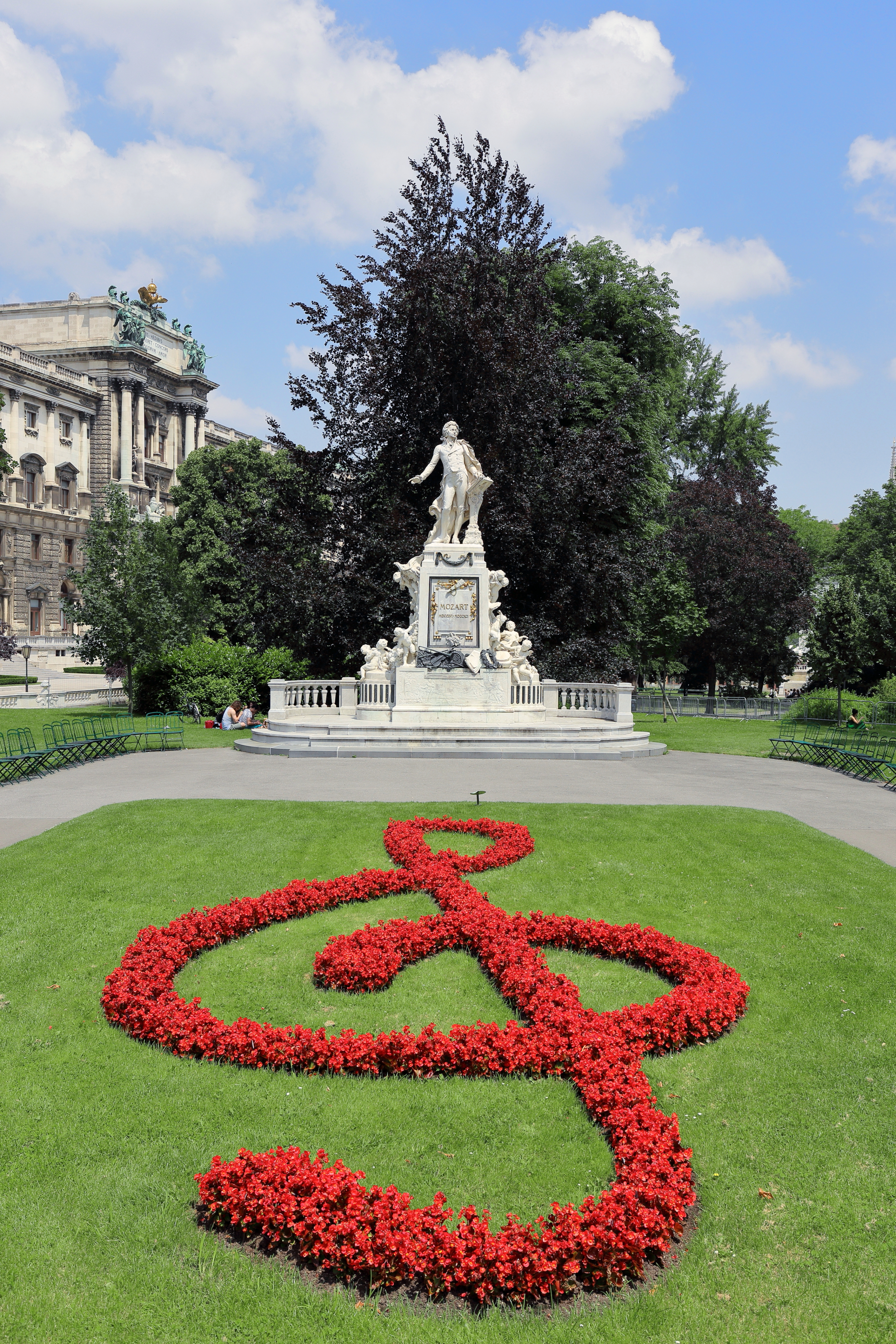
Wolfgang Amadeus Mozart
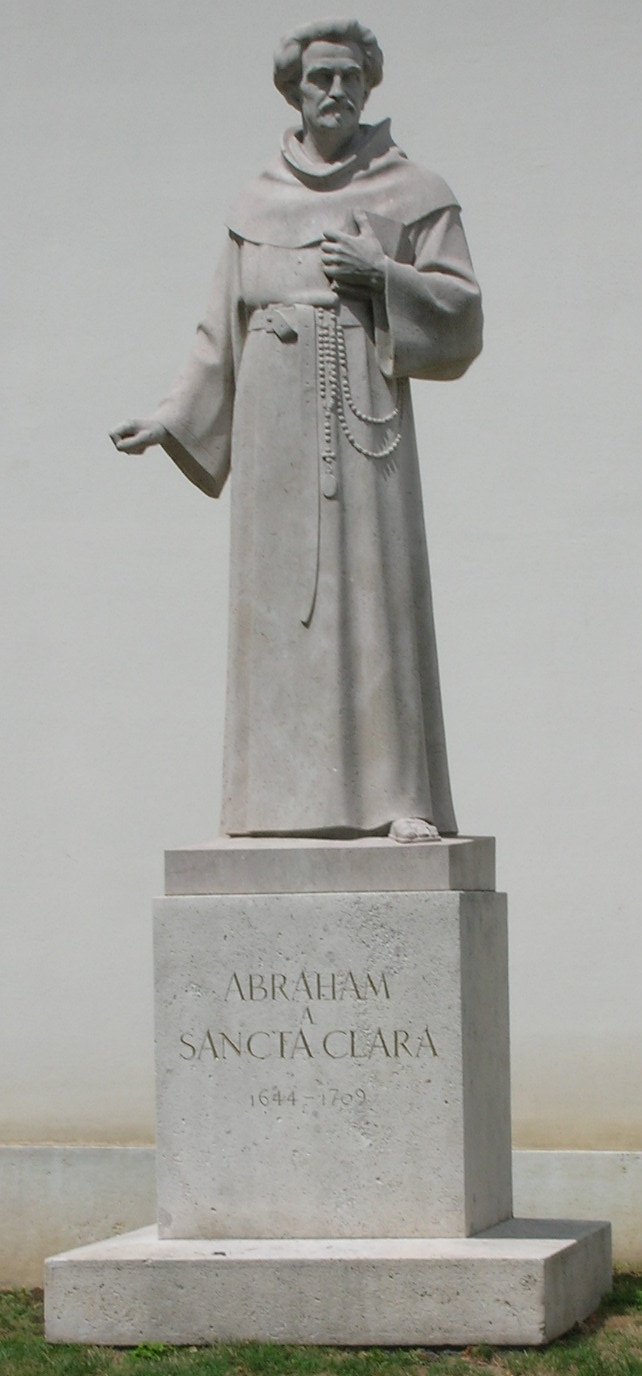
Abraham a Sancta Clara

## Brunnen

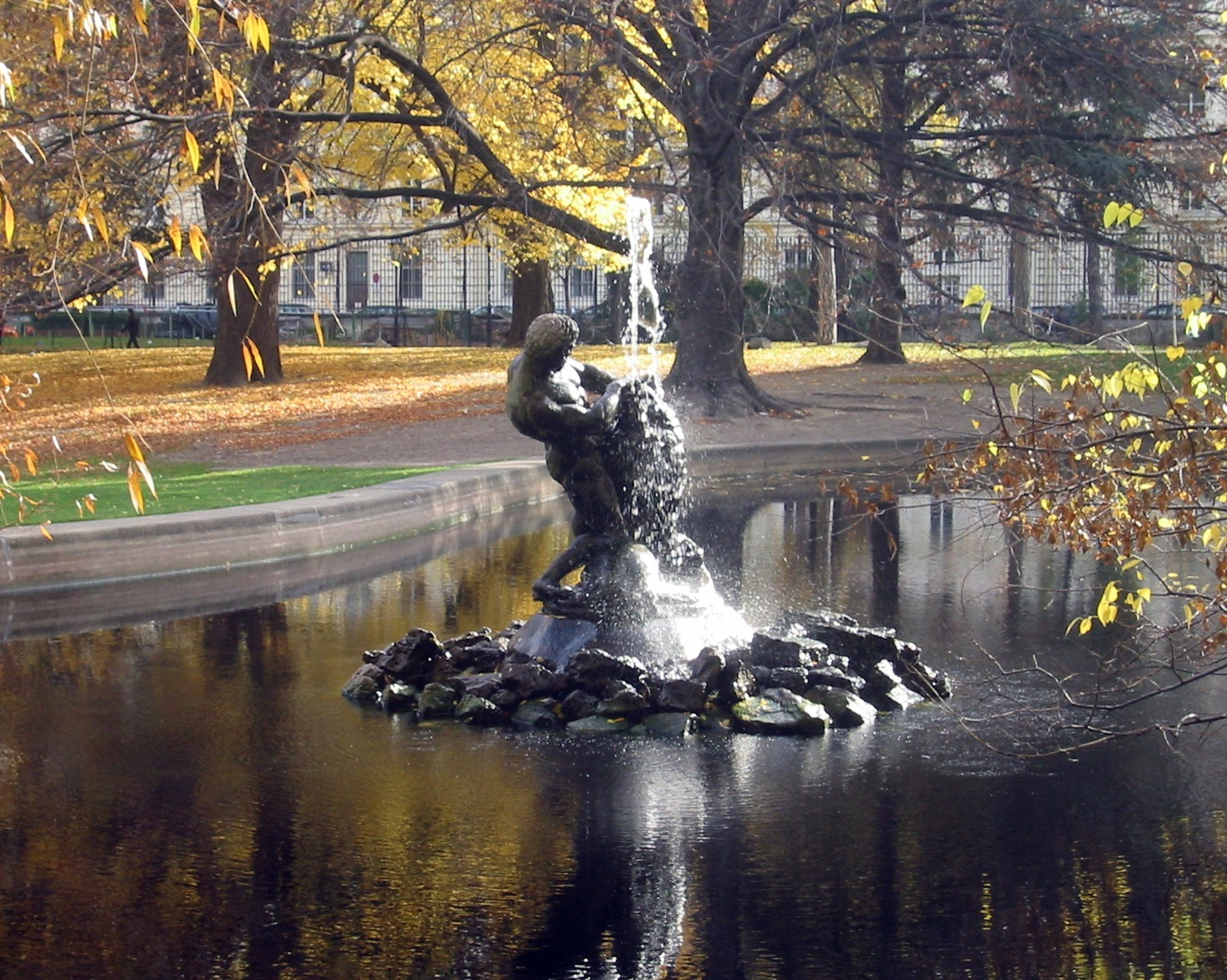
Herkulesbrunnen

- Herkulesbrunnen: Die Figuren von Herkules und den Löwen stammen aus dem Esterházypark im 6. Bezirks (ca. von 1770) und wurden 1948 in der Mitte des Teichs aufgestellt.

## Naturdenkmal
Richtung Goethegasse befinden sich mehrere versteinerte, ca. 280 Millionen Jahre alte Baumstämme, die bei der Anlage des Gartens aus der Gegend von Náchod (Böhmen) hierhergebracht wurden.